# Las de la última fila
Las de la última fila (también conocida erróneamente como Las últimas de la fila) es una serie de televisión española original de Netflix dirigida por Daniel Sánchez Arévalo y protagonizada por cinco mujeres: Itsaso Arana, Mónica Miranda, María Rodríguez Soto, Mariona Terés y Godeliv Van den Brandt. Se estrenó en Netflix el 23 de septiembre de 2022.

## Sinopsis
Cinco mujeres treintañeras, amigas íntimas desde el colegio, organizan todos los años sin excepción una escapada de una semana juntas. Este año, las circunstancias del viaje son especiales y distintas porque a una de ellas le acaban de diagnosticar un cáncer. Hay viajes que te cambian la vida para siempre. Hay vidas que te cambian los viajes para siempre.

## Reparto

### Principales
- Itsaso Arana como Sara Yuste Bielsa
- Mónica Miranda como Alma Valiente Pineda
- María Rodríguez Soto como Carolina "Carol" Urquijo Muñoz
- Mariona Terés como Leonora "Leo" Zamora Peña
- Godeliv Van den Brandt como Olga Van den Brandt

### Reparto
- Javier Rey como David
- Macarena García como Pilu
- Michelle Jenner como Paloma "Palo" Tejero Dobón
- Rigoberta Bandini como ella misma
- Antonio de la Torre como capitán de barco
- Carmen Machi como Charo Peña
- Melina Matthews

## Capítulos
| N.º | Título       | Dirigido por           | Escrito por            | Fecha de emisión original |
| --- | ------------ | ---------------------- | ---------------------- | ------------------------- |
| 1   | «Episodio 1» | Daniel Sánchez Arévalo | Daniel Sánchez Arévalo | 23 de septiembre de 2022  |
| 2   | «Episodio 2» | Daniel Sánchez Arévalo | Daniel Sánchez Arévalo | 23 de septiembre de 2022  |
| 3   | «Episodio 3» | Daniel Sánchez Arévalo | Daniel Sánchez Arévalo | 23 de septiembre de 2022  |
| 4   | «Episodio 4» | Daniel Sánchez Arévalo | Daniel Sánchez Arévalo | 23 de septiembre de 2022  |
| 5   | «Episodio 5» | Daniel Sánchez Arévalo | Daniel Sánchez Arévalo | 23 de septiembre de 2022  |
| 6   | «Episodio 6» | Daniel Sánchez Arévalo | Daniel Sánchez Arévalo | 23 de septiembre de 2022  |

## Producción
En enero de 2020 se anunciaron nuevos proyectos para la plataforma Netflix en España, entre ellos, una serie de Daniel Sánchez Arévalo sobre «amistad y superación». Después de un año de preparación y preproducción, en junio de 2021 se anunció una serie sin título basada en una idea original del director y que él mismo ha escrito y dirigirá. La ficción consta de 6 episodios y cuenta la historia de cinco mujeres treintañeras, amigas íntimas desde el colegio y que todos los años sin excepción organizan una escapada de una semana juntas. En septiembre del mismo año se anunció que la serie se titulaba Las de la última fila (aunque algunos medios se refirieron accidentalmente a su título como Las últimas de la fila) y que el reparto principal encabezado por Itsaso Arana, Mónica Miranda, María Rodríguez Soto, Mariona Terés y Godeliv Van den Brandt, además de un numeroso elenco de actores completado por Javier Rey, Macarena García, Michelle Jenner, Carmen Machi, Antonio de la Torre y Melina Matthews.
El rodaje comenzó a finales de verano en varias localizaciones de Andalucía y Madrid.

## Lanzamiento y marketing
El 5 de agosto de 2022, Netflix finalmente sacó las primeras imágenes de la serie y programó su estreno para el 23 de septiembre de 2022.